# Laurinia
Laurinia is een geslacht van wantsen uit de familie van de Miridae (Blindwantsen). Het geslacht werd voor het eerst wetenschappelijk beschreven door Zezina in 2005.

## Soorten
Het genus bevat de volgende soorten:

- Laurinia bathyllus Linnavuori, 1973
- Laurinia camponotideus (Lindberg, 1940)
- Laurinia capeneri (Schuh, 1974)
- Laurinia fallax Seidenstucker, 1977
- Laurinia fugax Reuter, 1884
- Laurinia herondas Linnavuori, 1996
- Laurinia mimeticus (Schuh, 1974)